# Giuseppe Porrino
Giuseppe Porrino (Calvi Risorta, 16 ottobre 1951 – Calvi Risorta, 24 ottobre 2021) è stato un calciatore italiano.
Ha giocato nella Casertana e nell'Hellas Verona con il ruolo di portiere.

## Carriera
Prodotto del vivaio della Casertana contribuisce in modo decisivo alla promozione dei rossoblu dalla Serie C alla Serie B nel campionato 1969-1970.
In Serie B disputa 23 partite ma non riesce ad evitare la retrocessione della sua squadra in Serie C.
Dopo due stagioni viene acquistato dal Verona che rinnova il ruolo con Porrino e Belli, al posto di Pizzaballa e Colombo. Dopo alcune partite come riserva Porrino esordisce contro l'Inter il 14 ottobre 1973 e in seguito, a causa del periodo critico che colpisce il titolare Belli viene schierato con continuità anche se deve dividere il ruolo con Giacomi.
Alla fine del campionato 1973-1974 il Verona avrà utilizzato i tre portieri con questa serie: Porrino 12, Giacomi 10, Belli 9. Incappato nella caduta degli scaligeri in B decretata a tavolino, tra i cadetti scende in campo 11 volte, inizialmente come riserva di Giacomi per poi prendere stabilmente il posto di titolare nelle ultime gare della stagione. Grazie a una sua positiva prestazione in occasione dello spareggio promozione contro il Catanzaro il Verona ottiene nuovamente la A, ma l'anno dopo (1975-1976) non trova spazio e il posto da titolare viene preso da Ginulfi e nel torneo successivo (1976-1977) deve rassegnarsi a fare il vice di Superchi disputando 2 partite.
Abbandonata Verona, gioca in diversi club, rivestendo tra l'altro di nuovo per quattro stagioni la maglia della Casertana e chiudendo infine la parabola professionistica nel Sorrento e nella Juve Stabia. Nella stagione 1984-85, militando nelle file del Sorrento, è il portiere meno battuto di tutto il calcio professionistico con solo 16 goal subiti.

## Palmarès

### Club

#### Competizioni nazionali
- Serie C: 1

Casertana: 1969-1970
- Serie B: 1

Hellas Verona: 1974-1975
- Serie C2: 1

Casertana: 1980-1981